# Liste der Kreisstraßen im Landkreis Schweinfurt
Die Liste der Kreisstraßen im Landkreis Schweinfurt ist eine Auflistung der Kreisstraßen im bayerischen Landkreis Schweinfurt mit deren Verlauf. 

## Abkürzungen
- HAS: Kreisstraße im Landkreis Haßberge
- KG: Kreisstraße im Landkreis Bad Kissingen
- KT: Kreisstraße im Landkreis Kitzingen
- MSP: Kreisstraße im Landkreis Main-Spessart
- NES: Kreisstraße im Landkreis Rhön-Grabfeld
- St: Staatsstraße in Bayern
- SW: Kreisstraße im Landkreis Schweinfurt
- SWs: Kreisstraße in der kreisfreien Stadt Schweinfurt
- WÜ: Kreisstraße im Landkreis Würzburg

## Liste
Nicht vorhandene bzw. nicht nachgewiesene Kreisstraßen werden in Kursivdruck gekennzeichnet, ebenso Straßen und Straßenabschnitte, die unabhängig vom Grund (Herabstufung zu einer Gemeindestraße oder Höherstufung) keine Kreisstraßen mehr sind.
Der Straßenverlauf wird in der Regel von Nord nach Süd und von West nach Ost angegeben.
| Nr. SW | Verlauf |
| ------ | --- |
| SW 1   | St 2277 in Röthlein – Heidenfeld – SW 11 – Hirschfeld – SW 41 – SW 36 – Stammheim am Main – Landkreisgrenze – (WÜ 62 im Landkreis Würzburg) |
| SW 2   | – Brebersdorf – SW 35 – St 2277 |
| SW 3   | St 2277 in Grafenrheinfeld – St 2271 – St 2272 |
| SW 4   | St 2281 in Wettringen – SW 58 – Fuchsstadt – Landkreisgrenze – (HAS 35 im Landkreis Haßberge) – Landkreisgrenze – Reichmannshausen – SW 57 – SW 5 – St 2266 – SW 25 – Albersfeld – – Landkreisgrenze – (HAS 4 im Landkreis Haßberge) |
| SW 5   | St 2280 in Thomashof – Hesselbach – SW 6 – Reichmannshausen – SW 4 – Landkreisgrenze – (HAS 8 im Landkreis Haßberge) |
| SW 6   | St 2280 – SW 58 – Ebertshausen – SW 5 |
| SW 7   | (KG 2 im Landkreis Bad Kissingen) – Landkreisgrenze – Madenhausen – SW 30 – St 2280 |
| SW 8   | (KG 10 im Landkreis Bad Kissingen) – Landkreisgrenze – Pfändhausen – SW 19 – Hambach – Dittelbrunn – Landkreisgrenze – (SWs 8 in Schweinfurt) |
| SW 9   | St 2433 in Schwemmelsbach – Greßthal – St 2293 – SW 21 – St 2290 in Obbach |
| SW 10  | Kützberg – Oberwerrn – |
| SW 11  | SW 1 in Heidenfeld – Gernach – SW 38 – St 2271 in Kolitzheim |
| SW 12  | (MSP 3 im Landkreis Main-Spessart) – Landkreisgrenze – Schraudenbach – in Zeuzleben |
| SW 13  | in Mühlhausen – SW 14 – in Eßleben |
| SW 14  | (WÜ 9 im Landkreis Würzburg) – Landkreisgrenze – SW 13 in Eßleben |
| SW 15  | St 2277 in Vasbühl – Stettbach – SW 29 – / – Werneck – Waigolshausen – SW 16 – St 2270 in Theilheim |
| SW 16  | SW 15 in Waigolshausen – St 2270 in Hergolshausen |
| SW 17  | (WÜ 56 im Landkreis Würzburg) – Landkreisgrenze – Schwanfeld – SW 22 in Wipfeld |
| SW 18  | (KG 4 im Landkreis Bad Kissingen) – Landkreisgrenze – |
| SW 19  | – Pfersdorf – Holzhausen – SW 8 |
| SW 20  | – Hain – in Poppenhausen |
| SW 21  | (KG 39 im Landkreis Bad Kissingen) – Landkreisgrenze – Wasserlosen – SW 9 in Greßthal |
| SW 22  | St 2270 – Garstadt – Dächheim – Wipfeld – SW 17 – Landkreisgrenze – (WÜ 57 im Landkreis Würzburg) |
| SW 23  | – Forst |
| SW 24  | St 2266 in Marktsteinach – Waldsachsen – |
| SW 25  | St 2266 in Marktsteinach – Abersfeld – SW 4 |
| SW 26  | Hausen – St 2266 in Schonungen |
| SW 27  | St 2280 – Üchtelhausen |
| SW 28  | St 2271 in Schwebheim – Grettstadt – St 2272 – SW 54 – Dürrfeld – Pusselsheim – St 2277 – Landkreisgrenze – (HAS 28 im Landkreis Haßberge) |
| SW 29  | SW 15 – Rundelshausen – Eckartshausen – Schleerieth – St 2277 in Schnackenwerth |
| SW 30  | SW 7 in Madenhausen – Weipoltshausen – Zell – Landkreisgrenze – (SWs 30 in Schweinfurt) |
| SW 31  | St 2445 – Geldersheim – Landkreisgrenze – (SWs 31 in Schweinfurt) |
| SW 32  | (KG 23 im Landkreis Bad Kissingen) – Landkreisgrenze – Ballingshausen – St 2280 – Altenmünster – Reinhardshausen – Sulzdorf – St 2281 – Wetzhausen – SW 55 – Birnfeld – Landkreisgrenze – (NES 49 im Landkreis Rhön-Grabfeld) – Landkreisgrenze – ohne Ort, ohne Abzweig einer klassifizierten Straße – Landkreisgrenze – (NES 49 im Landkreis Rhön-Grabfeld) |
| SW 33  | (MSP 2 im Landkreis Main-Spessart) – Landkreisgrenze – St 2433 in Wülfershausen |
| SW 34  | (MSP 42 im Landkreis Main-Spessart) – Landkreisgrenze – St 2293 – St 2433 in Wülfershausen |
| SW 35  | (MSP 1 im Landkreis Main-Spessart) – Landkreisgrenze – Kaisten – SW 2 |
| SW 36  | SW 1 – Stammheim – Landkreisgrenze – (KT 35 im Landkreis Kitzingen) |
| SW 37  | (KT 32 im Landkreis Kitzingen) – Landkreisgrenze – SW 40 – Zeilitzheim – SW 41 – Brünnstadt – SW 42 – St 2274 |
| SW 38  | SW 11 in Gernach – St 2271 in Unterspiesheim |
| SW 39  | SW 41 – SW 40 |
| SW 40  | (von der KT 33 im Landkreis Kitzingen) – Landkreisgrenze – SW 37 – Zeilitzheim – SW 41 – SW 39 – Herlheim – SW 42 – Alitzheim – St 2272 – Sulzheim – St 2275 |
| SW 41  | SW 1 – Lindach – Kolitzheim – St 2271 – SW 39 – Zeilitzheim – SW 40 – Landkreisgrenze – (KT 37 im Landkreis Kitzingen) |
| SW 42  | St 2271 in Unterspiesheim – Oberspiesheim – Herlheim – SW 40 – Brünnstadt – SW 37 – St 2274 – Frankenwinheim – Schallfeld – SW 43 – SW 45 – Landkreisgrenze – (KT 42 im Landkreis Kitzingen) |
| SW 43  | (von der KT 39 im Landkreis Kitzingen) – Landkreisgrenze – Lülsfeld – SW 44 – SW 42 in Schallfeld |
| SW 44  | St 2274 in Frankenwinheim – Lülsfeld – SW 43 – Landkreisgrenze – (KT 38 im Landkreis Kitzingen) |
| SW 45  | St 2272 in Gerolzhofen – Schallfeld – SW 42 – Landkreisgrenze – (KT 40 im Landkreis Kitzingen) |
| SW 46  | St 2272 in Wiebelsberg – Düttingsfeld – Landkreisgrenze – (KT 41 im Landkreis Kitzingen) |
| SW 47  | (KT 43 im Landkreis Kitzingen) – Landkreisgrenze – Oberschwarzach – St 2272 – Handthal |
| SW 48  | /St 2272 – St 2272 in Oberschwarzach |
| SW 49  | (KT 44 im Landkreis Kitzingen) – Landkreisgrenze – Schönaich – SW 50 – in Breitbach |
| SW 50  | SW 49 in Schönaich – Landkreisgrenze – (KT 47 im Landkreis Kitzingen) |
| SW 51  | St 2426 – Prüssberg – Neuhausen |
| SW 52  | St 2274 in Dingolshausen – Bischwind – SW 53 – SW 54 – Hundelshausen – St 2426 – Landkreisgrenze – (HAS 26 im Landkreis Haßberge) |
| SW 53  | St 2272 – St 2275 – Mönchstockheim – Vögnitz – SW 52 in Bischwind |
| SW 54  | St 2277 in Obereuerheim – SW 28 – Dürrfeld – Kleinrheinfeld – St 2280 – Traustadt – SW 52 in Hundelshausen |
| SW 55  | St 2280 – Oberlauringen – Mailes – SW 32 – Wetzhausen – Landkreisgrenze – (HAS 36 im Landkreis Haßberge) |
| SW 56  | (KG 11 im Landkreis Bad Kissingen) – Landkreisgrenze – ohne Ort, ohne Abzweig einer klassifizierten Straße – Landkreisgrenze – (KG 11 im Landkreis Bad Kissingen) |
| SW 57  | SW 4 in Reichmannshausen – Landkreisgrenze – (HAS 61 im Landkreis Haßberge) |
| SW 58  | SW 6 – Ellertshäuser See – Fuchsstadt – SW 4 |